# Tom Sawyer (2011)
Tom Sawyer ist ein deutscher Spielfilm der Regisseurin Hermine Huntgeburth aus dem Jahr 2011. Die Fortsetzung, Die Abenteuer des Huck Finn, kam am 20. Dezember 2012 im Majestic Filmverleih in die Kinos. Die Handlung folgt der Vorlage, dem Roman Die Abenteuer des Tom Sawyer von Mark Twain, weicht aber teilweise deutlich davon ab.

## Handlung
Der Film beginnt an einem Markttag im Städtchen St. Petersburg. Tom Sawyer und sein Freund Huckleberry Finn schleichen heimlich auf ein Dampfboot, das gerade beladen wird, und schauen sich im Laderaum um. Dabei beobachten sie, wie der Indianer-Joe mit einem Komplizen Wertsachen stiehlt, und fliehen, bevor sie entdeckt werden.
Gegen Bezahlung in Form von Bibelzetteln (Prämien für das Auswendiglernen von Bibelversen) stellt Tom mit seinen Freunden derbe Streiche an. Sie erschrecken den Dorfsäufer Muff Potter, der volltrunken in seiner Hütte schläft, indem sie ihm einreden, er sei im Totenreich und müsse seine Seele retten. Von da an ist Muff Potter davon überzeugt, bereits tot zu sein.
In der folgenden Nacht beobachten Tom und Huck auf dem Friedhof, wie Doc Robinson bei der Exhumierung einer Leiche vom Indianer-Joe aus Hass erstochen wird. Joe schiebt den Mord Muff Potter in die Schuhe, der als Helfer mitgekommen war. Aus Angst vor Joe schwören Tom und Huck einander, niemals etwas davon zu verraten. In den nächsten Nächten hat Tom üble Albträume, in denen Joe ihm nachstellt.
Am nächsten Tag wird Muff Potter von einem Mob festgenommen, der ihn sogleich lynchen will. Tante Polly und dann auch der Sheriff verhindern das; Muff Potter wird ins Gefängnis gesteckt, wo ihn Tom und Huck, um ihr schlechtes Gewissen zu beruhigen, durchs Fenster mit Essen und (gestohlenem) Whisky versorgen. Dabei werden sie von Joe überrascht, der sich denkt, dass die beiden etwas über den Mord am Doc wissen. Er setzt sie unter Druck.
Mittlerweile hat sich Tom in die hübsche, neu zugezogene Becky Thatcher verliebt. Seine durchschaubaren Prahlereien findet sie zwar abstoßend, aber als sie in der Schule ein geheimes Anatomiebuch des Lehrers beim hastigen Wegräumen mit vergossener Tinte verschmutzt hat, nimmt er die Prügelstrafe auf sich, was sie sehr beeindruckt.
Tom und Huck beschließen, ihren Plan umzusetzen, Piraten zu werden – so können sie Joe für immer entgehen. Direkt vor der geplanten Abfahrt findet die Gerichtsverhandlung gegen Muff Potter statt, der Tom beiwohnt. Lange kämpft er mit sich, doch im letzten Moment meldet er sich als Zeuge und schildert den wahren Vorgang. Während seiner Aussage flieht Indianer-Joe aus dem Saal und verlässt die Stadt. Huck beobachtet ihn dabei, zieht die richtigen Schlüsse und ist von Toms Wortbruch tief enttäuscht, während Tom von der ganzen Stadt als Held gefeiert wird.
Später versöhnen Tom und Huck sich aber wieder und fahren als Piraten den Mississippi abwärts bis zur Insel Jackson Island, wo sie sich vor einem Unwetter in eine verlassene Hütte verkriechen. Ausgerechnet dort trifft sich Joe mit einem Komplizen, findet durch Zufall einen Schatz unter den Bodendielen und ersticht seinen Komplizen, um das Gold nicht teilen zu müssen. Huck und Tom werden erneut unfreiwillig Zeugen, fliehen von der Insel und fahren zurück nach St. Petersburg. Dort finden sie in der Kirche eine Trauerversammlung vor und merken erst spät, dass es ihre eigene ist – man hat die vermissten Kinder schon für tot erklärt. Tom wird überschwänglich begrüßt, während Huck unbeachtet dabeisteht und sich schließlich traurig entfernt.
Tom und Becky erkunden gemeinsam eine große Tropfsteinhöhle und verlaufen sich darin. Auf der Suche nach einem Ausgang trifft Tom auf Joe, der auf einer Strickleiter in die Höhle abgestiegen ist und dort den Goldschatz versteckt hat. Joe bemerkt ihn, doch Tom kann Joe mit einem glücklichen Steinwurf betäuben. Er eilt zu Becky, doch kaum sind sie auf der Strickleiter, erwacht Joe und steigt ihnen nach. Es gelingt Tom, einen der zwei Stricke unter sich durchzuschneiden, der andere reißt durch Joes Gewicht, und dieser stürzt in den Tod.
Der Film endet mit einem gemeinsamen Frühstück bei Tante Polly, bei dem Huck erstmals anwesend sein darf. Anschließend holen Tom und Huck das Geld aus der Höhle und sind nun reich.

## Hintergrund
Tom Sawyer ist eine Produktion von Boris Schönfelder (Nordwand) und seiner Neuen Schönhauser Filmproduktion in Co-Produktion mit Benjamin Herrmann (John Rabe, Wüstenblume, Nordwand) und der Majestic Filmproduktion sowie Filmaufbau Leipzig, in Zusammenarbeit mit ARD/Degeto, Norddeutscher Rundfunk, arte und Bayerischer Rundfunk, gefördert mit Mitteln von Filmstiftung Nordrhein-Westfalen, Medienboard Berlin-Brandenburg, Mitteldeutsche Medienförderung, nordmedia Niedersachsen/Bremen, Filmförderung Hamburg Schleswig-Holstein, Filmförderungsanstalt und Deutscher Filmförderfonds.
2012 kam mit Die Abenteuer des Huck Finn die Fortsetzung des Films.

## Drehorte
Gedreht wurde der Film an der Havel in Brandenburg und in der Einhornhöhle im Harz.

## Rezeption
Das Lexikon des internationalen Films urteilte: „Der solide inszenierte, aufwändig ausgestattete Unterhaltungsfilm bietet viele ‚Highlights‘ der Vorlage, kappt aber sowohl deren satirische Spitzen als auch die emotionale Tiefe der Konflikte zwischen individueller Eigenverantwortlichkeit und gesellschaftlichen Zwängen zugunsten ‚gemütvoller‘ Glätte.“

## Auszeichnungen
- Gilde-Filmpreis 2011: Bester Kinderfilm[4]
- Deutscher Filmpreis 2012: Nominierung in der Kategorie „Bester programmfüllender Kinderfilm“